# سلق الماء
جارُ النهر أو سِلْق الماء أو لِسان البحر نبات عشبي مداد من جنس لسان النهر من فصيلة عرائس الماء. موطنه الأصلي في موائل المياه العذبة الهادئة أو بطيئة التدفق في جميع أنحاء المملكة البُريَلِيَّة . أوراقه حاضنة بيضية جلدية النصل شبه شفافة متقابلة. إزهراره سنبلي التجميع محوري الارتكاز. أزهاره خنثوية طويلة الزناد خضراء. كان ولا يزال من النباتات الطبية ذات الاستعمال الخارجي، نقيعه يفيد الحُكَاك.

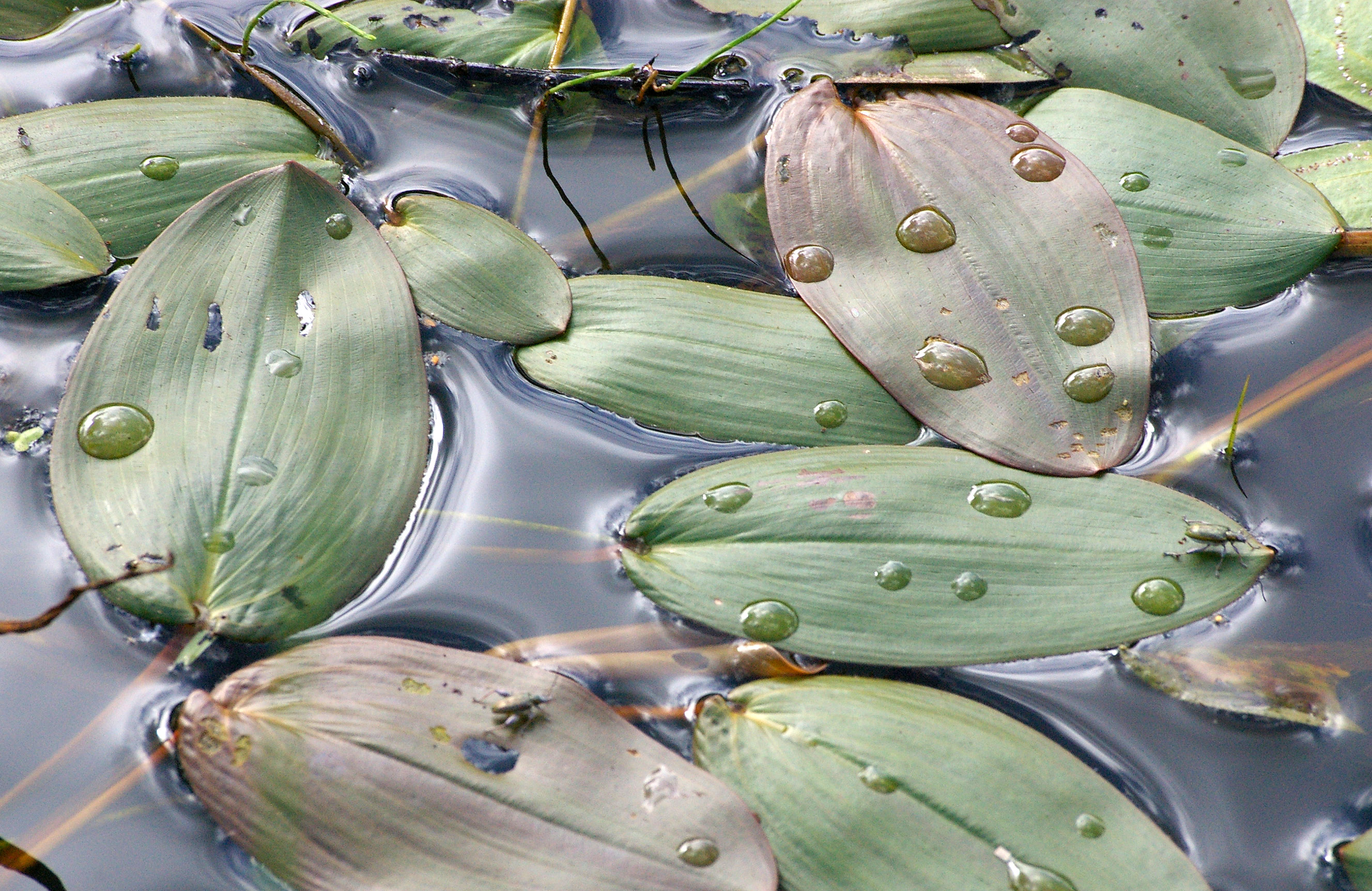
أوراق عائمة